# Victor Nordan

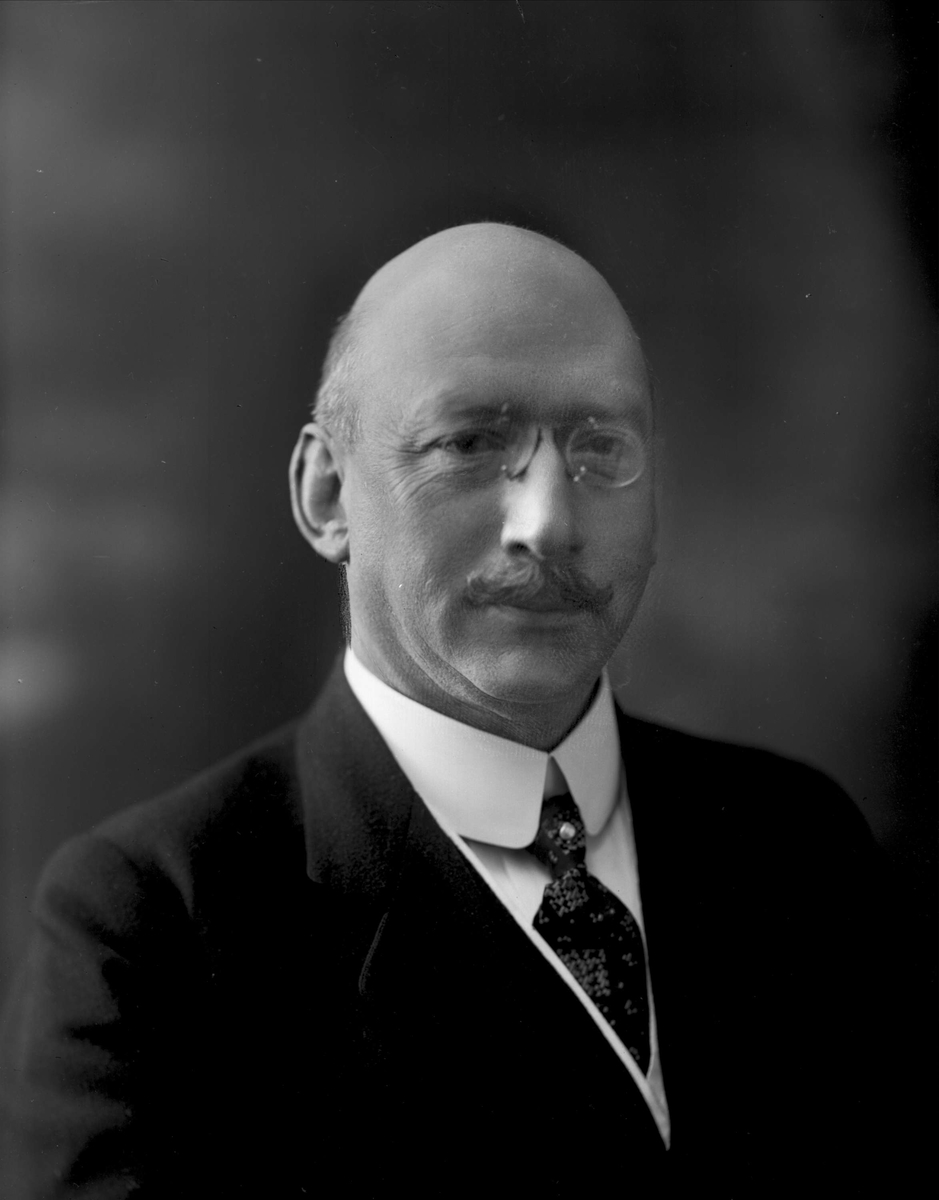
Victor Nordan

Victor Nordan, född 13 maj 1862 i Kristiania, död 8 maj 1933, var norsk arkitekt. Han var son till Jacob Wilhelm Nordan och far till Per Nordan. 
Nordan blev student 1880, studerade två år i England och i två terminer vid högskolan i Charlottenburg. Från 1888 arbetade han som kompanjon till sin far och fortsatte efter dennes död som arkitekt i Kristiania. Han ritade främst sjukhus och sinnessjukasyler, däribland Kristiania kommunala sjukhus på Ullevål och Dikemark sinnessjukasyl, Diakonhemmets sjukhus, det nya sjukhuset på Haukeland vid Bergen, samt sjukhus i Drammen, Stavanger och Haugesund. Han tillhörde i flera år kommunalstyret och formannskapet i huvudstaden.